# Новое Тишово
Новое Тишово   — деревня  в  Смоленской области России,  в Глинковском районе. Население – 6 жителей (2007 год)  .  Расположена в центральной части области  в 9 км к юго-востоку от села Глинка,  у  автодороги Р96 Новоалександровский(А101)- Спас-Деменск — Ельня — Починок, на берегах реки Стряна.   В  6 км севернее деревни железнодорожная станция 524-й км на линии Смоленск  - Сухиничи. Входит в состав Бердниковского сельского поселения.  

## История
В годы Великой Отечественной войны деревня была оккупирована гитлеровскими войсками в июле 1941 года, освобождена в ходе Ельнинско-Дорогобужской операции в 1943 году.

## Экономика
Крестьянское хозяйство «Берёзка» .

## Достопримечательности
- Обелиск на братской могиле воинов Советской Армии и партизан, погибших в 1941 - 1943 гг. в боях с немецко-фашистскими захватчиками[2].